# Wojna osetyjsko-inguska
Wojna osetyjsko-inguska – konflikt zbrojny między siłami Osetii Północnej a inguskimi separatystami, który wybuchł w październiku 1992 i trwał do stycznia 1993 roku. Do jego eskalacji doszło w 1992; w wyniku walk zginęło wówczas ok. 800 osób. Walki zostały przerwane po interwencji wojsk rosyjskich, jednak już po ich przerwaniu ponad 30 tys. Inguszów (liczba ta jest przedmiotem sporów) zostało wysiedlonych przez siły osetyjskie do Inguszetii. Skonfliktowane strony nadal nie osiągnęły trwałego porozumienia, a wrogość między dwoma narodami systematycznie narasta.

## Tło konfliktu
W 1944 Ingusze i Czeczeńcy zostali deportowani z tradycyjnie zamieszkiwanych ziem do Kazachstanu i innych regionów Azji Środkowej w ramach operacji „Soczewica”. Czeczeńsko-Inguska Autonomiczna Socjalistyczna Republika Radziecka została zlikwidowana. Dwanaście lat później, już w okresie odwilży w ZSRR, rozpoczął się proces rehabilitacji poddanych represjom grup narodowych. W 1957 zlikwidowana republika została restytuowana, jednak w zmienionych granicach, bez tradycyjnie inguskiego rejonu prigorodnego. Ingusze nie odzyskali także prawa do dzielenia z Osetyjczykami Władykaukazu. Rekompensatą za ziemie przyznane Osetii Północnej miały być rejony wyłączone z Kraju Stawropolskiego, zamieszkiwane nie przez Inguszów, ale przez Kozaków i Nogajów. Nowe granice Czeczeńsko-Inguskiej ASRR sprawiły, że w republice tytularnie do nich należącej Wajnachowie przestali być większością, podczas gdy tradycyjnie związane z nimi ziemie znalazły się w granicach Osetii Północnej.
Zmiana politycznych granic nie oznaczała zakazu powrotu na ziemie pierwotnie zajmowane. W Osetii Północnej powstały w ten sposób enklawy inguskie. Inguszom nie zwrócono przy tym ich dawnych domów, które zajęli po 1944 Osetyjczycy. Między obydwiema narodowościami narastała wrogość, czemu dodatkowo sprzyjały różnice językowe i wyznaniowe (Ingusze są wyznawcami islamu, wśród Osetyjczyków przeważa prawosławie).

## Eskalacja konfliktu
31 października 1992 doszło do otwartej walki zbrojnej między obydwiema grupami narodowymi o kontrolę nad rejonem prigorodnym. Przeciwko oddziałom inguskim walczyły nie tylko osetyjskie siły porządkowe i formacje paramilitarne, ale i rosyjskie wojska wewnętrzne i oddziały armii regularnej. Konflikt zbrojny trwał sześć dni; według raportu Human Rights Watch obydwie strony dopuściły się w tym czasie łamania praw człowieka. W toku starć życie straciło ok. 800 osób (według innego źródła – 500). Już po wymuszeniu zawieszenia broni przez wojska rosyjskie ponad 30 tys. Inguszów musiało opuścić swoje domy w Osetii Północnej i znalazło się w obozach dla uchodźców na terenie Inguszetii. Jak podaje raport HRW, było to masowe wypędzenie ludności dokonane przez siły osetyjskie wspierane przez wojska rosyjskie. Ustalenie precyzyjnej liczby wypędzonych nie jest możliwe z powodu braku niebudzących wątpliwości szacunków dotyczących ogólnej liczby Inguszów żyjących w Osetii Północnej. Wielu z nich pozostawała bowiem na jej terenie nielegalnie i nie była uwzględniana w danych spisów ludności. Dane rosyjskie mówią o 46 tys. przesiedlonych, podczas gdy szacunki inguskie mówią nawet o 64 tys. Według danych osetyjskich także 9 tys. Osetyjczyków musiało z powodu konfliktu uciec z rejonu prigorodnego, jednak większość z nich wróciła.

## Konsekwencje
Walczące strony nie doszły do porozumienia, a wrogość między dwoma skonfliktowanymi narodami sukcesywnie się pogłębia. Na proces ten wpływ mają odmienne tendencje rozwoju kulturowego w Osetii Północnej i Inguszetii. Podczas gdy społeczeństwo pierwszej z republik jest zeświecczone i cechuje je niski przyrost naturalny, w drugiej systematycznie i szybko rośnie pozycja islamu w życiu publicznym, a przyrost naturalny jest najwyższy w Rosji.